# 清風書道講座
『清風書道講座』（せいふうしょどうこうざ）は、清風会本部発行の書道指導書。1974年1月初版発行。書家 木村東道の著書であり、これから書道を学ぼうとする初心者向けに、漢字とかなの基礎的な技法を取得させるための実習副読本である。

## 本書の目的
月刊書道専門指導書『清風』の副読本の一つであり、基礎的な技法を身に付け、書道教育に役立つ人材の育成を目的としている。

## 本書の特長
漢字は、楷書基礎書法の手本のほか、行書基礎書法と草書基礎書法の手本が、各4頁ずつ掲載されている。かなは、大字のいろは手本、単体小字手本、連綿小字手本が掲載されていて、初心者の書道入門用テキストである。

## 本書の構成

### 入門の手引
- 用具
- 用具の取り扱い方
- 構え方
- 学び方と昇格

### 漢字初級編
- 楷書の基礎手本（1ページ6文字）
- 行書の基礎手本（1ページ6文字）
- 草書の基礎手本（1ページ6文字）

### かな初級編
- 単体手本（1ページ8文字）
- 単体手本（1ページ24文字）
- 連綿手本